# Anatoliosz konstantinápolyi pátriárka
Szent Anatoliosz (ógörögül: Ἀνατόλιος, latinul: Anatolius), (? – 458. július 3.) konstantinápolyi pátriárka 449-től haláláig.
Anatolioszt I. Dioszkorosz alexandriai pátriárka küldte követeként Konstantinápolyba. Itt a II. epheszoszi zsinaton (ún. „latorzsinat”) méltóságától megfosztott, és hamarosan meg is halt Phlabianosz (Flavianus) helyére Dioszkurosz ajánlásával Anatolioszt választották meg 449-ben. A 451-es khalkédóni egyetemes zsinaton ugyanakkor az alexandriai pátriárkával szemben a római I. Leó pápa tanait támogatta, és részt vett a khalkédóni hitvallás megszerkesztésében is. Azt viszont nem sikerült elérnie, hogy Leó a Konstantinápolyi Pátriárkátust Róma után – Alexandria és Antiochia mellőzésével – a második egyházi méltósággá emelje.
Anatoliosz 9 évig volt pátriárka, és az eretnekek ölték meg 458-ban. A bizánci egyház szentként tiszteli, és ünnepét halála napján üli meg.